# Сайко (ненґо)
Сайко́ (яп. 斉衡 — сайко,  "щільне ярмо") — ненґо, девіз правління імператора Японії з 854 по 857 роки. 

## Порівняльна таблиця
| Роки Сайко              | 1    | 2    | 3    | 4    |
| Григоріанський календар | 854  | 855  | 856  | 857  |
| Китайський календар     | 甲戌 | 乙亥 | 丙子 | 丁丑 |